# Asklepios Klinik Wandsbek
| \| Asklepios Klinik Wandsbek \| |
| Asklepios Klinik Wandsbek       |

| Asklepios Klinik Wandsbek |

Die Asklepios Klinik Wandsbek (früher Allgemeines Krankenhaus Wandsbek) ist ein Krankenhaus im Hamburger Stadtteil Marienthal im Bezirk Wandsbek und Bestandteil der teilprivatisierten Asklepios Kliniken Hamburg.
Das Allgemeine Krankenhaus Wandsbek wurde 1975 eröffnet und löste das 1885 eröffnete Wandsbeker Stadtkrankenhaus ab. Die Klinik ist akademisches Lehrkrankenhaus der Universität Hamburg.

## Organisation
Die Asklepios Klinik Wandsbek beherbergt unter ihrem Dach ein breites Spektrum medizinischer Fachbereiche. Sie gehört zum inzwischen teilprivatisierten Landesbetrieb Krankenhaus Hamburg, welche zu 74,9 % im Besitz des Krankenhaus-Unternehmens Asklepios Kliniken ist und heute unter dem Namen Asklepios Kliniken Hamburg GmbH firmiert.

## Fachabteilungen
- Allgemein- und Viszeralchirurgie

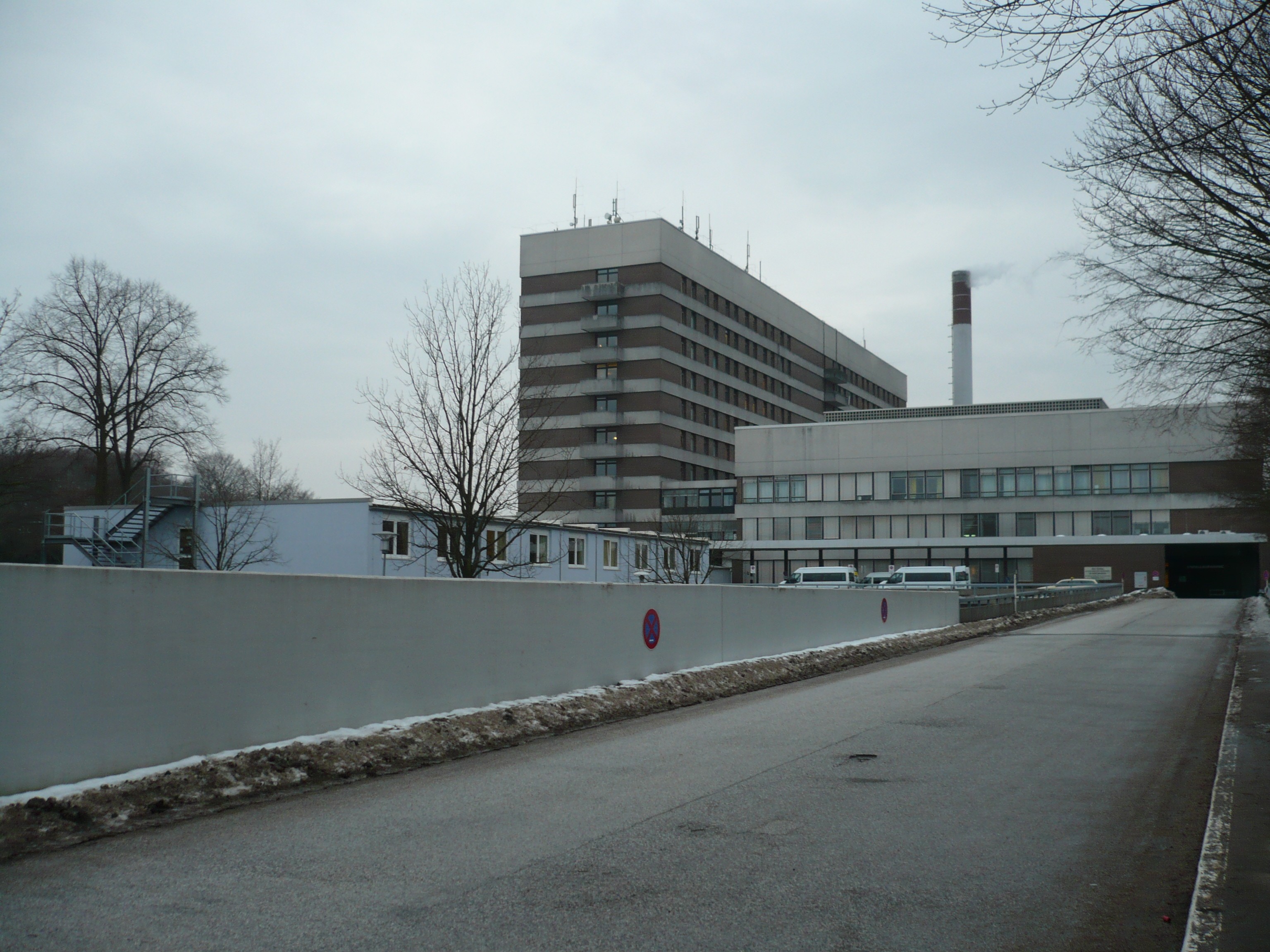
Blick auf das Bettenhaus, rechts das Funktionsgebäude, links das (blaue) Haus M, im Vordergrund die Rampe zur ehemaligen Notaufnahme (nur für Einsatzkräfte)

- Anästhesie, Intensiv- und Notfallmedizin
- Diagnostikzentrum
- Gastroenterologie und allgemeine innere Medizin
- Geburtshilfe
- Gefäßchirurgie
- Geriatrie
- Gynäkologie
- Kardiologie und Pneumologie
- Neurologie
- Orthopädie und Unfallchirurgie
- Plastische Chirurgie
- Radiologie / Neuroradiologie
- Urologie
- Zentrale Notaufnahme

## Patientenaufkommen
Die Klinik zählt nach eigenen Angaben zu den drei Krankenhäusern mit dem höchsten Notfallaufkommen in Hamburg. Die Klinik verfügt über eine Bettenzahl von 553 und 20 Plätzen in der Tagesklinik. Die Klinik zählt jährlich etwa 50.000 ambulante und stationäre Patienten.

## Gebäudestruktur

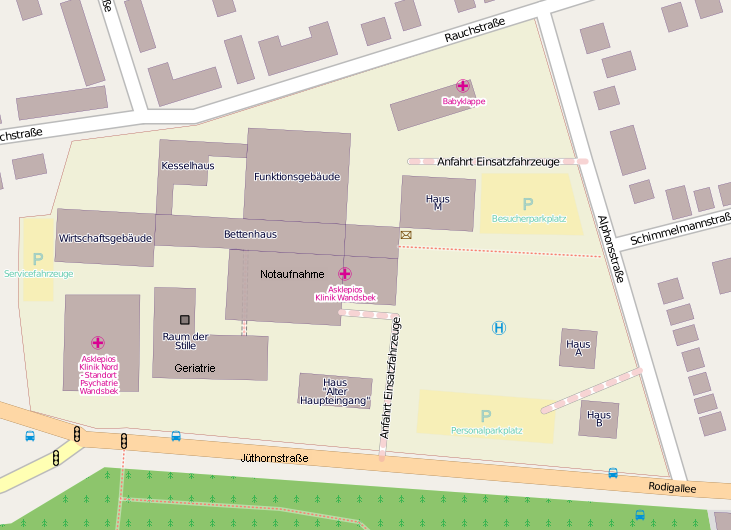
Lageplan (zum Vergrößern auf die Grafik klicken)

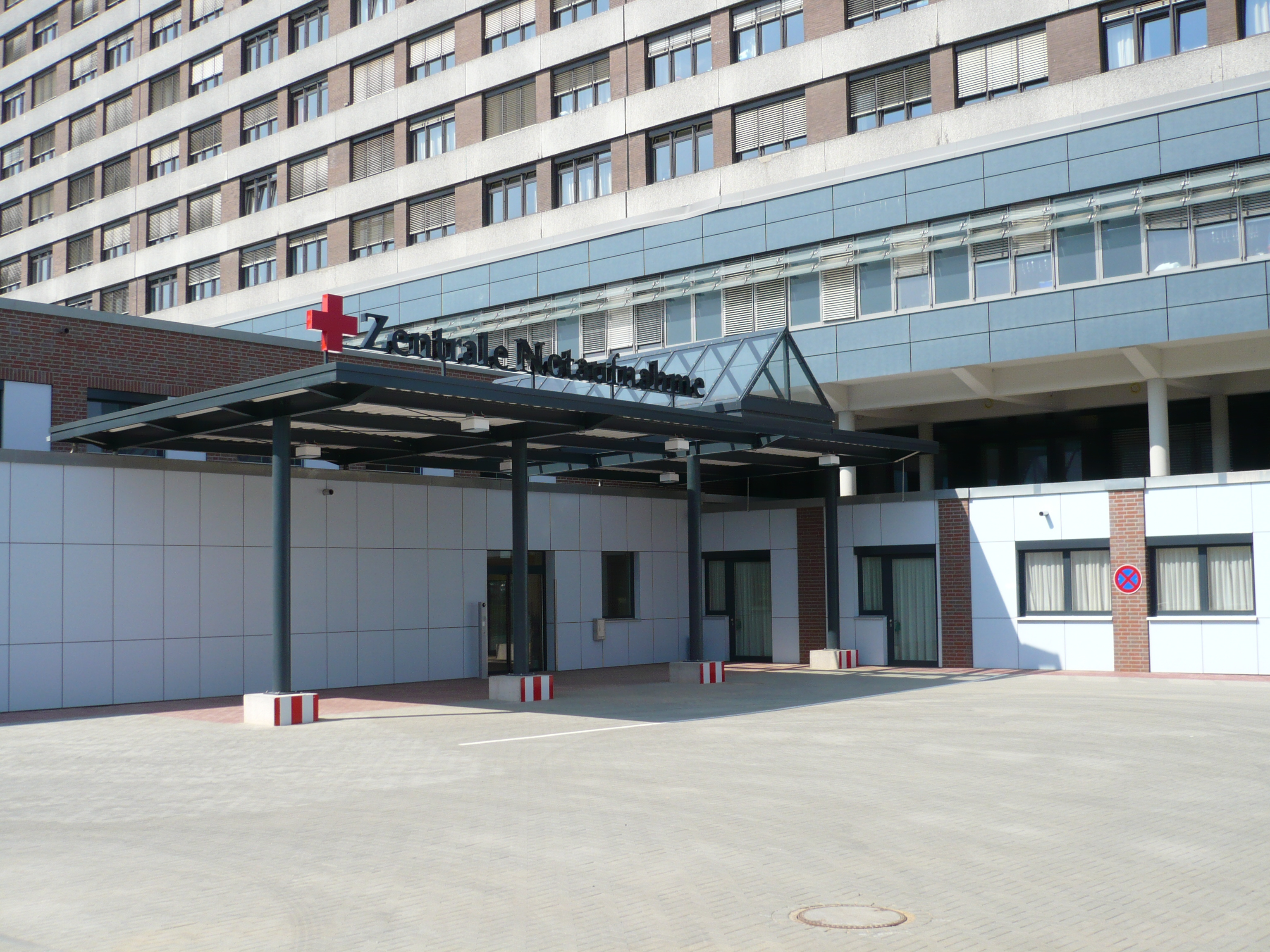
Die Zentrale Notaufnahme

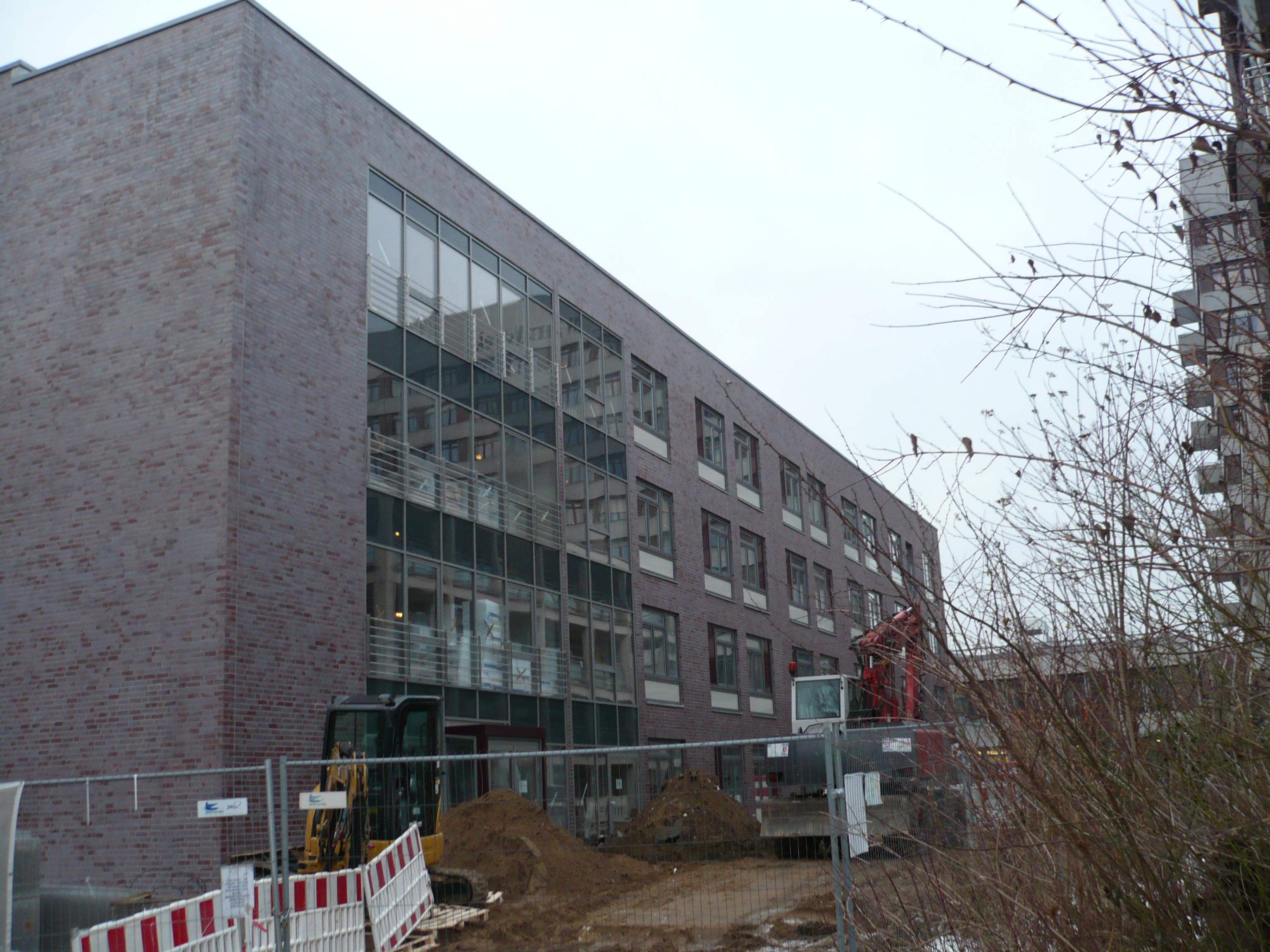
Neubau der Psychiatrie im Januar 2011

Das Hauptgebäude, das sogenannte Bettenhaus, hat insgesamt zwölf Etagen, wovon zwei Kellergeschosse sind. An dem Bettenhaus ist ein fünfgeschossiges Funktionsgebäude angebaut, es besteht ein direkter Übergang in jedem angeschlossenen Stockwerk (Keller bis 2. Stock). Das Bettenhaus beherbergt von der 2. bis zur 8. Etage je zwei Bettenstationen. In der 9. Etage befindet sich die Privatstation, in der 1. Etage die Intensivstation. Im Funktionsgebäude befinden sich in den Kellergeschossen Betriebsräume, wie die Bettenzentrale, die Wäscherei und zahlreiche Technikräume. Im Erdgeschoss ist dort die Notaufnahme zu finden. In den oberen beiden Etagen des Funktionsgebäudes befinden sich die OP-Bereiche.
Direkt rechts vom Haupteingang befindet sich auf einem ehemaligen Parkplatzteil das Haus M, ein Provisorium aus Containern, welches nicht direkt mit dem Haupteingang verbunden ist. In diesem befinden sich zwei der acht Stationen der Psychiatrie.
Direkt an der Jüthornstraße gelegen ist das Ende der 1990er-Jahre erbaute Geriatriegebäude mit 5 Etagen, es beherbergt drei Bettenstationen und die Tagesklinik. Das Geriatriegebäude ist mit dem Bettenhaus durch einen Tunnel im Keller verbunden.
Auf dem Gelände befinden sich ein ehemaliges Schwesternwohnheim mit zwei Gebäuden (Häuser A und B), welches allerdings seit vielen Jahren anderweitig genutzt wird. Das Gebäude A beherbergt ein Hilfsmittelvertriebsbüro, eine Dialysepraxis und die Personalabteilung. Im Gebäude B ist das hanseatische Zentrum für Arbeitsmedizin untergebracht.
Direkt an das Bettenhaus angeschlossen ist die neue Zentrale Notaufnahme, es besteht ein Übergang im Sockelgeschoss. Der Neubau war aufgrund des Brandes 2007 notwendig und löste im Frühjahr 2011 das Provisorium in einer ehemaligen Station im Erdgeschoss des Funktionsgebäudes ab.
Am 1. März 2011 wurde die Psychiatrie, welche als Außenstandort der Asklepios Klinik Nord betrieben wird, eröffnet. Die Psychiatrie verfügt über acht Stationen, eine Tagesklinik und eine Psychiatrische Institutsambulanz (PIA). Die Psychiatrie ist über eine Verbindungsbrücke an die Infrastruktur der Klinik Wandsbek (Geriatrie) angeschlossen. So wird die Infrastruktur mitbenutzt und Kosten für Krankentransporte in andere Standorte und die eigene Versorgung können eingespart werden.
Die Klinik verfügte über einen kleinen Park mit Teich, welcher allerdings den Neubauten weichen musste. Auf der Wiese links vom Haupteingang befindet sich ein Hubschrauberlandeplatz.

## Feuer
In der Notaufnahme der Klinik kam es in der Nacht zum 30. Januar 2007 zu einem Großbrand. Eine psychisch verwirrte 26-jährige Frau steckte eine Matratze in Brand. Der Brand zerstörte die Notaufnahme fast komplett, es entstand ein Millionenschaden. Ein 74-jähriger Patient starb, 16 weitere Personen erlitten Rauchvergiftungen.

## Stationierte Einsatzfahrzeuge
Das Notarzteinsatzfahrzeug 21 Anton (NEF 21A) der Hamburger Berufsfeuerwehr ist an der Klinik stationiert und wird von Ärzten der Intensivstation besetzt. In einem Nebengebäude befindet sich zudem eine Außenstelle der KBA Krankentransporte, Behinderten- und Altenhilfe e. V., an der etwa zwei Dutzend Einsatzfahrzeuge stationiert sind.

## Verkehrsanbindung
Die Klinik ist über die Buslinien 10 und 263, den Schnellbus 35 und den Nachtbus 618 an den Haltestellen AK Wandsbek (Haupteingang) und Bovestraße (Eingang Geriatrie) vom U-Bahnhof Wandsbek Markt beziehungsweise dem Bahnhof Wandsbek zu erreichen.

## Bildergalerie

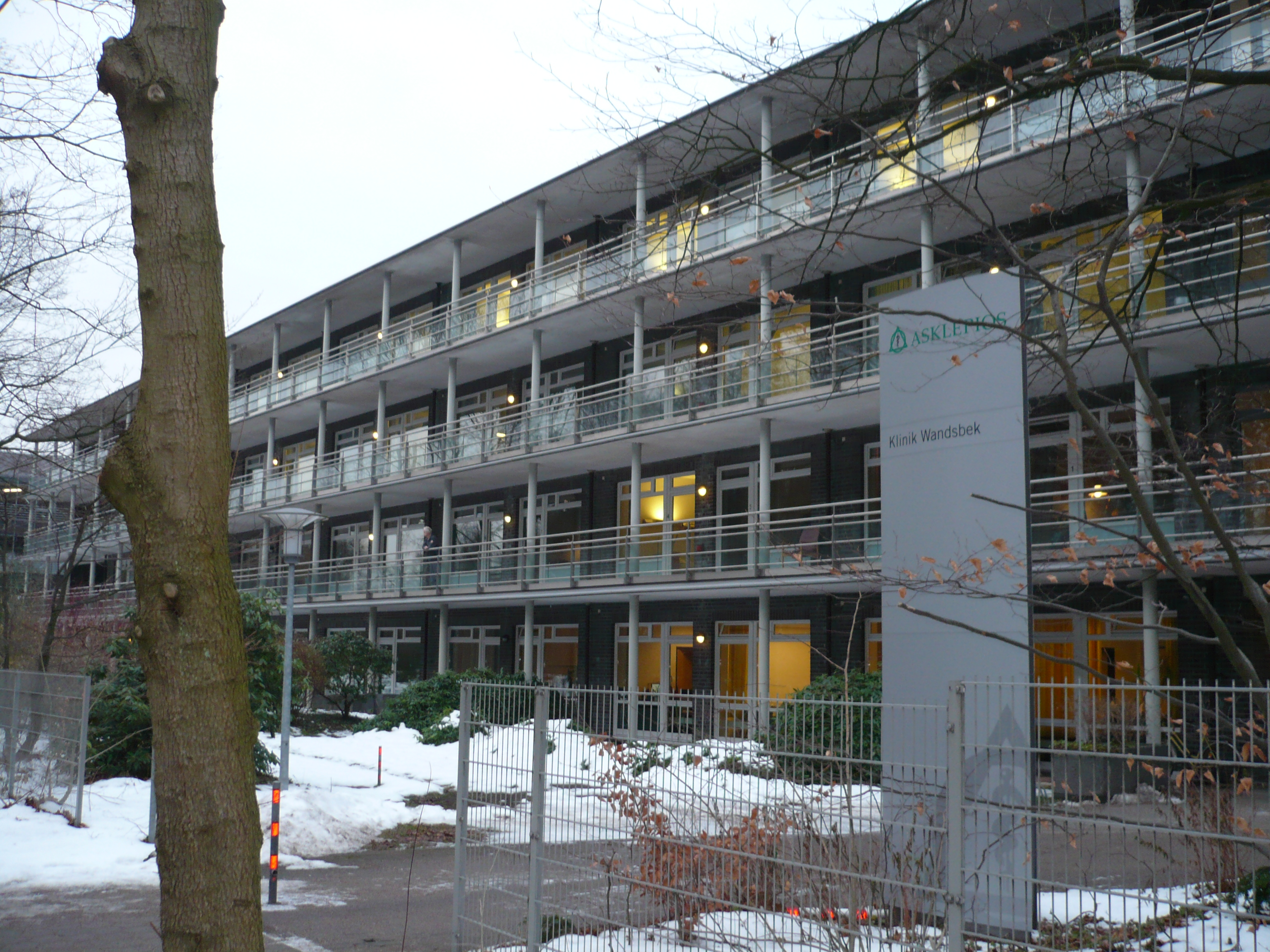
Das Geriatriegebäude, der Nebeneingang
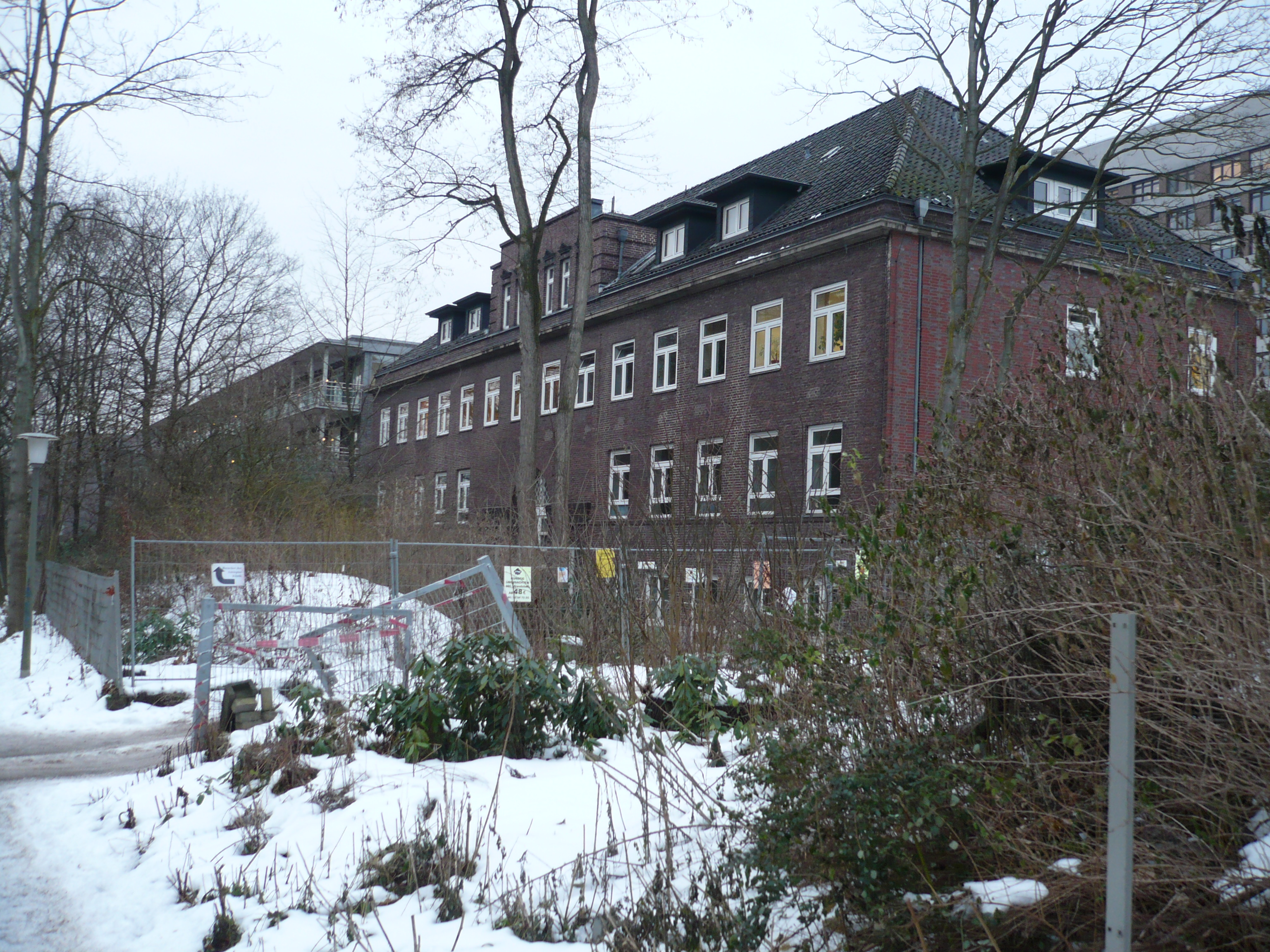
Haus AH: Ehemaliger Haupteingang des Krankenstifts, heute weitestgehend leerstehend
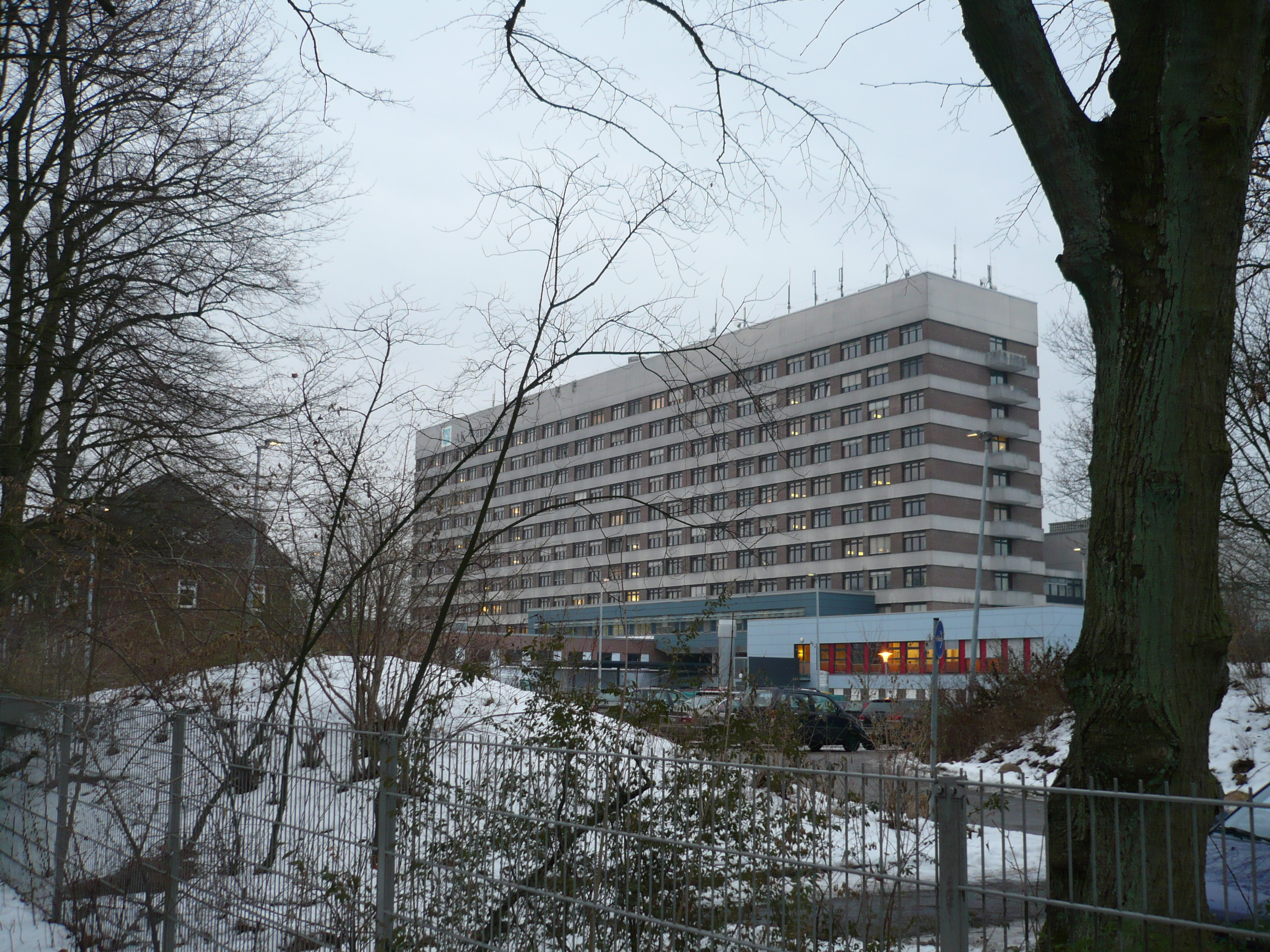
Das Gelände von der Jüthornstraße aus gesehen
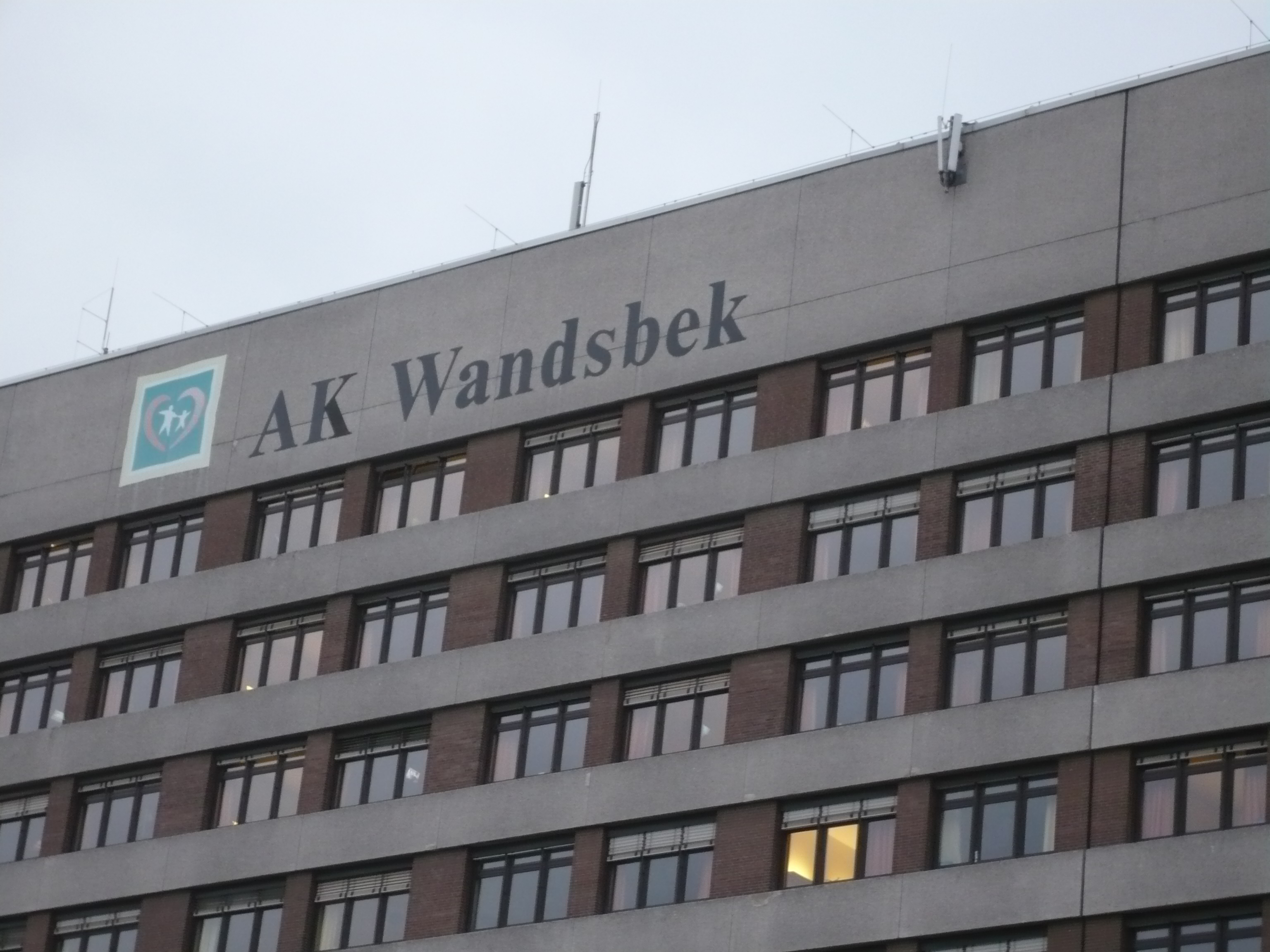
Aufschrift "AK Wandsbek" am Bettenhaus, noch aus der Zeit, als die Stadt Hamburg Besitzer der Klinik war